# 3179 Beruti
A 3179 Beruti (ideiglenes jelöléssel 1962 FA) a Naprendszer kisbolygóövében található aszteroida. A La Plata obszervatóriumban fedezték fel 1962. március 31-én.